# Axel Hecht
Axel Hecht (* 31. Mai 1944 in Rokstätt, Kreis Posen; † 26. November 2013 in Hamburg) war ein deutscher Kunstjournalist. Er war Chefredakteur der Hamburger Kunstzeitschrift art.

## Leben
Hecht studierte Germanistik und Soziologie und arbeitete anschließend als Mitarbeiter für die Tageszeitung Die Welt, das Kunstforum und als Redakteur beim Magazin stern. 1973 machte ihn Henri Nannen dort mit 29 Jahren zum – bislang jüngsten – Chef des Kulturressorts, das er bis 1978 leitete.
1978 hatte er mit dem ehemaligen stern-Mitarbeiter Wolf Uecker die Idee zu einer neuen Kunstzeitschrift. Sie unterbreiteten ihr Konzept der Geschäftsleitung von Gruner + Jahr. „Zu unserem großen Erstaunen sagte der Vorstand Ja.“ Die Zeitschrift mit dem Titel „art“ erschien erstmals am 15. Oktober 1979. Im Vorwort der Null-Nummer rechnete sich Axel Hecht für das neue Magazin gute Chancen aus, da es allein während des Jahres 1978 rund 40 Millionen Museums- und die 17,8 Millionen Ausstellungsbesucher in Deutschland, in Österreich und in der Schweiz gegeben hätte. Allerdings blieb die Auflage anfangs weit hinter den Erwartungen zurück.
„Art“ ist eine Illustrierte Revue – wir schreiben nicht nur über Kunst, wir zeigen sie auch. Hecht war im Heft Verfasser zahlreicher Artikel zur modernen Kunst und Interviewpartner. Am 1. Januar 2005 übergab er die Chefredaktion des Kunstmagazins Art an Tim Sommer, der bis dahin einer der beiden stellvertretenden Chefredakteure war. Axel Hecht blieb Herausgeber bis 2006. Er war Vorsitzender des Stiftungsrates der Kunsthalle Emden.
Aus seiner ersten Ehe hatte Hecht zwei Kinder. In zweiter Ehe war er mit der Journalistin Anne Volk verheiratet.

## Axel Hecht als Förderer zeitgenössischer Kunst
Die erste doppelseitige Anzeigenstrecke des Museums für Moderne Kunst München wurde von Axel Hecht gesponsert. Diese Anzeigenstrecke mit Hans Baschang. eröffnet eine ganze Reihe von Anzeigenstrecken über einen Zeitraum von mehreren Jahren. Diese ganz unterschiedlichen Anzeigenstrecken bauen auf dieser ersten auf.

## Schriften
- Schreib das auf. Die besten Storys aus dem Jahr 1977. Deutsche Reportagen. Gruner und Jahr, 1978
- (mit Hanne Reinecke): Zeitvergleich: Malerei und Grafik aus der DDR, Kunstverein in Hamburg, 1982, ISBN 978-3-570-00398-5